# Euxoa atristrigata
Euxoa atristrigata là một loài bướm đêm thuộc họ Noctuidae. Nó được tìm thấy ở British Columbia và Saskatchewan, phía nam đến California.